# Šahovski informator
Šahovski informator je izdavačko preduzeće iz Beograda, koja periodično izdaje knjigu istomenog naziva (Šahovski informator), ali i knjige kao što su Enciklopedija šahovskih otvaranja, Enciklopedija šahovskih završnica, monografije otvaranja, kao i druge štampane publikacije i softver (uključujući i elektronska izdanja štampanih publikacija). Aleksandar Matanović i Milivoje Molerović osnovali su preduzeće 1966-te godine sa ciljem da ponude ostatku sveta novu vrstu pristupa informacijama. Kompanija je prodala tri miliona knjiga u 150 zemalja.
Knjiga Šahovski informator izlazila je dva puta godišnje od 1966. do 1990. a od 1991, tri puta godišnje. Svaki broj ima nekoliko stotina aktuelnih šahovskih partija, sa analizama vrhunskih svetskih šahista. Odbor vodećih igrača bira najbolje partije svakog izdanja i objavljuje ih u sledećem broju sa opširnijim komentarima.
Dve decenije pre pojave kompjuterskih baza podataka, publikacije Šahovskog informatora su bile vodeći izvor igara i analize za ozbiljnije šahiste. Sistemi kodova i simbola Šahovskog informatora za klasifikaciju šahovskih otvaranja su postavili međunarodni standard za organizovanje šahovskih informacija i komunikaciju bez jezičkih barijera. Bivši svetski šampion Gari Kasparov je izjavio „Mi smo svi deca Informatora“, a zatim objasnio da njegov sopstveni razvoj, kao šahiste,korespondira sa usponom Informatora i popularnosti šaha. Drugi svetski šampioni, kao što su Anatolij Karpov, Vladimir Kramnik i Anand Višvanatan, svedoče da Informator ima centralno mesto u njihovoj pripremi turnira.

## Izdanja
- Šahovski informator
- Enciklopedija šahovskih otvaranja
- Enciklopedija šahovskih završnica

## Spoljašnje veze
- Zvanični veb-sajt